# NGC 997
NGC 997 è una galassia ellittica situata nella costellazione della Balena, a una distanza di circa 302 milioni di anni luce dalla nostra Via Lattea.

## Scoperta
La galassia è stata scoperta il 10 novembre 1863 dall'astronomo tedesco Albert Marth.

## Descrizione
Nelle immagini NGC 997 appare affiancata da PGC 200205, una galassia compatta designata anche come NGC 997 NED01. Non ci sono ancora dati disponibili per questa piccola galassia; non è chiaro quindi se la coppia apparente sia l'effetto di un allineamento ottico, o se le due galassie sono effettivamente in interazione gravitazionale e sul punto di fondersi.
Nella stessa area di cielo di NGC 997 è visibile anche la galassia NGC 998. Le due galassie si trovano più o meno alla stessa distanza dalla nostra Via Lattea e dovrebbero quindi formare una coppia di galassie interagenti, anche se nelle immagini non è visibile nessun segno di interazione.